# Hohenleuben
Hohenleuben é uma cidade da Alemanha localizada no distrito de Greiz, estado da Turíngia. Pertence ao Verwaltungsgemeinschaft de Leubatal.